# Fany Chalas
Fany Santa Chalas Frías (Santa Cruz de El Seibo, 2 febbraio 1993) è una velocista dominicana.

## Palmarès
| Anno | Manifestazione            | Sede          | Evento      | Risultato  | Prestazione | Note             |
| ---- | ------------------------- | ------------- | ----------- | ---------- | ----------- | ---------------- |
| 2010 | Giochi olimpici giovanili | Singapore     | 100 m piani | Bronzo     | 11"65       |                  |
| 2010 | Campionati CAC U20        | Santo Domingo | 100 m piani | Argento    | 11"97       |                  |
| 2010 | Campionati CAC U20        | Santo Domingo | 200 m piani | Bronzo     | 23"94       |                  |
| 2010 | Giochi CAC                | Mayagüez      | 4x100 m     | 4ª         | 44"75       |                  |
| 2011 | Campionati CAC            | Mayagüez      | 4x100 m     | 4ª         | 44"68       |                  |
| 2012 | Ibero-americani           | Barquisimeto  | 100 m piani | 8ª         | 12"81       |                  |
| 2012 | Ibero-americani           | Barquisimeto  | 200 m piani | 10ª        | 23"80       |                  |
| 2012 | Ibero-americani           | Barquisimeto  | 4x100 m     | Argento    | 44"04       | Record nazionale |
| 2012 | Mondiali juniores         | Barcellona    | 100 m piani | 7ª         | 11"58       |                  |
| 2012 | Mondiali juniores         | Barcellona    | 200 m piani | Semifinale | 24"15       |                  |
| 2012 | Campionati CAC U20        | San Salvador  | 100 m piani | Oro        | 11"53       |                  |
| 2012 | Campionati CAC U20        | San Salvador  | 200 m piani | Oro        | 23"79       |                  |
| 2012 | Campionati CAC U20        | San Salvador  | 4x400 m     | Bronzo     | 3'54"06     |                  |
| 2013 | Campionati CAC            | Morelia       | 100 m piani | 4ª         | 11"41       |                  |
| 2013 | Campionati CAC            | Morelia       | 4x100 m     | 4ª         | 44"12       |                  |
| 2013 | Mondiali                  | Mosca         | 4×100 m     | Batteria   | 44"28       | Record nazionale |
| 2014 | World Relays              | Nassau        | 4×100 m     | Finale B   | dq          |                  |
| 2014 | Ibero-americani           | San Paolo     | 100 m piani | 7ª         | 11"97       |                  |
| 2014 | Ibero-americani           | San Paolo     | 4x100 m     | Argento    | 46"58       |                  |
| 2014 | Giochi CAC                | Xalapa        | 100 m piani | 5ª         | 11"83       |                  |
| 2014 | Giochi CAC                | Xalapa        | 4x100 m     | 5ª         | 44"68       |                  |
| 2014 | Giochi CAC                | Xalapa        | 4x400 m     | 5ª         | 3'41"57     |                  |